# 西蜀丁香
西蜀丁香（学名：Syringa komarowii）是木犀科丁香属的植物。分布于中国大陆的陕西、云南、四川、甘肃等地，见于山谷、山坡、疏林中、灌丛中以及河边沟旁，目前尚未由人工引种栽培。

## 别名
牛尾巴（陕西）